# Henri Rousseau önarcképe (Prága)
Henri Rousseau önarcképe a Prágai Nemzeti Galéria gyűjteményének része.

## Keletkezése
Rousseau 1889–1890-ben festette a képet, amelyet egyszerre szánt önarcképnek és tájképnek. A festményt 1890-ben mutatta be a független képzőművészek párizsi tárlatán (Salon des Indépendants).
A kompozíciót az alkotó fekete ruhába öltöztetett figurája dominálja. A lábak helyzete, perspektívája furcsa, látszanak az utólagos igazítások nyomai. Úgy tűnik, mintha az alak lebegne a térben, a semleges sárgás-barnás talaj felett. A kép szinte kétdimenziós, mélységek nélküli, a részletek viszont kidolgozottak; később ezek az elemek Henri Rousseau művészetének védjegyeivé váltak. A képen a realizmus a szimbolizmussal keveredik.
A kortárs világra utaló elemek a festmény hátterében, a központi figurához képest miniatúrákként megfestve kaptak helyet. A helyszín Párizs, látható már az 1889-es világkiállításra átadott Eiffel-torony. A kép felső részét furcsa felhők uralják, amelyek között egy léggömb halad. A nagy felhő színe a festő figurája homlokának színét ismétli.
Az alkotás Rousseau egyik korai képe, amely a festő ambícióját mutatja. A művész komoly emberként ábrázolja magát, kezében paletta, amelyre első és második feleségének nevét (Clémence és Joséphine) írta, a festészet iránti elkötelezettsége egyfajta jelzéseként. Szokatlanul bátor bemutatkozás a kortárs művészek előtt egy kezdő alkotótól. A háttérben megjelenő képi elemek is arra utalnak, hogy valami új jelenséggel áll szemben a szemlélő: elképzelhetetlen volt, hogy a sok vitát kiváltó Eiffel-torony megjelenjen az akadémikus festők alkotásain. A sikerre éhes Rousseau úgy ábrázolja magát, ahogy szeretné, ha mások látnák; önbizalomtól dagadó festőként, aki művésze mesterségének.